# NGC 666
NGC 666 ist eine Galaxie vom Hubble-Typ S? im Sternbild Dreieck am Nordsternhimmel. Sie ist schätzungsweise 218 Millionen Lichtjahre von der Milchstraße entfernt und hat einen Durchmesser von etwa 30.000 Lichtjahren. Vom Sonnensystem aus entfernt sich die Galaxie mit einer errechneten Radialgeschwindigkeit von näherungsweise 4.700 Kilometern pro Sekunde.
Sie ist Teil der 34 Galaxien umfassenden Lyons Groups of Galaxies LGG 37 um NGC 669. Im selben Himmelsareal befinden sich unter anderem die Galaxien PGC 6372, PGC 6442, PGC 6542, PGC 2048874.
Das Objekt wurde am 22. November 1883 vom französischen Astronomen Édouard Stephan entdeckt.